# ロベルト・カネーリャ
ロベルト・カネーリャ・スアレス（Roberto Canella Suárez, 1988年2月7日 - ）は、スペイン出身の元サッカー選手。元スペインU-21代表。現役時代のポジションはディフェンダー（左サイドバック）。

## 経歴

### クラブ
スポルティング・デ・ヒホンの下部組織出身で、2006年にトップチームデビューした。2007-08シーズンに左サイドバックのレギュラーに定着し、10シーズンぶりの1部昇格を支えた。2008年10月5日のRCDマジョルカ戦で初得点を挙げた。2008-09シーズンもレギュラーとして試合に出場し、2009年夏にはレアル・マドリード監督に就任したマヌエル・ペジェグリーニがカネーリャの獲得を希望したことがあった。
2019年7月27日、CDルーゴに2年契約で移籍した。

### 代表
2006年のU-19欧州選手権で優勝を果たした。2007年にはFIFA U-20ワールドカップに出場し、以後はスペインU-21代表に選ばれていた。

## タイトル
U-19スペイン代表
- UEFA U-19欧州選手権 : 2006